# Italská šachová škola
Italská šachová škola je souhrnné označení pro teoretické názory italských šachových mistrů z konce 16. a ze 17. století, jejichž hra byla založena na jednoduchosti a přímočarosti, na dobrém kombinačním vidění a skvělých taktických nápadech, ale také na ne příliš propracované technice obrany. Partie zpravidla končívaly velmi brzo (do dvacátého tahu již bylo většinou o výsledku rozhodnuto) a jediným cílem bylo vyhnat soupeřova krále z jeho pěšcového úkrytu a chytit jej v matové síti. Za tímto účelem byl obětován nespočet figur, přičemž propočet tehdejších mistrů jakoby jen lehce ověřoval, že právě provedená oběť byla korektní. Pěšci v tomto pojetí byli hlavně nástrojem ražení cesty figurám a jejich ztráta se nepovažovala za nic závažného.
Italští šachoví mistři však již znali a dodržovali pravidlo boje o střed. Tento boj byl ze strany bílého veden většinou formou královského gambitu (1. e4 e5 2. f4) s tím, že když černý přijme oběť pěšce 2. … e×f4, může bílý ve vhodné chvíli zahrát tah d4, uvolnit diagonálu černopolnému střelci a hrát lepší pozici.
K prvním významným italským šachistům patřili Paolo Guarini (nebo Guarino) (asi 1460 – asi 1520) a věhlasný fyzik,  matematik, lékař a filozof Girolamo Cardano  (1501–1576). Skutečnými zakladateli italské šachové školy však byli Giovanni Leonardo Di Bona (1542–1587), Giulio Cesare Polerio (1548–1612) a Paolo Boi (1528–1598). Jejich největšími soupeři byli Španělé Alfonso Cerón a Ruy López de Segura. Zejména Ruy Lopez, nazývaný též otec šachové teorie, porazil v Římě roku 1560 nejlepší italské mistry, mezi nimi i mladičkého Leonarda Di Bonu. Ten pak dva roky rozebíral příčiny své prohry a prahl po odvetě. Příležitost k odvetnému poměření sil se mu naskytla až roku 1575, kdy byl na královském dvoře Filipa II. v Madridu uspořádán první mezinárodní šachový turnaj v historii. Tento turnaj Giovanni Leonardo Di Bona celkově vyhrál, když za sebou nechal nejen oba Španěly, ale i svého krajana Paola Boiho.
K dalším představitelům italské šachové školy patřil například Orazio Gianutio della Mantia (asi 1565 – asi 1610), autor knihy  Libro nel quale si Tratta della Maniera di Giuocar a Scacchi (1597), a především Gioacchino Greco (1600 – asi 1634). Tento hráč byl pravděpodobně nejsilnější ve své době a svým kombinačním pojetím hry ovlivnil vedení šachových partií na dalších sto let do budoucnosti. Greco velmi obohatil teorii zahájení (zvláště italskou hru) a s jednoduchou přesností porážel všechny své soupeře.
Na Gioacchina Greca pak navázali v 18. století představitelé modenské šachové školy (tzv. modenské trojhvězdí) Giambattista Lolli (1698–1769), Domenico Lorenzo Ponziani (1719–1796) a Domenico Ercole del Rio (1718–1802), ti už se ale museli vyrovnávat s vyspělejšími teoretickými názory F. A. D. Phillidora.